# Hecheng
Hecheng (en chino, 鹤城; pinyin, Hèchéng (escuchar)ⓘ[cheng]) es un distrito urbano bajo la administración directa de la Prefectura  Huaihua  en la Provincia de Hunan, República Popular China.  Su área es de 672 km² y su población total para 2022 superó los 700  mil  habitantes. 
Es el único distrito en Huaihua desde que en septiembre de 2022, Hongjian perdió la categoría y fue degradado a municipio.

## Administración
Desde agosto de 2024, el  Distrito Hecheng   se divide en 10 pueblos  administrados  en 8 subdistritos y 1  poblado y 1 villa.

## Toponimia
El topónimo Hecheng [/Jə-cheng/] se compone de los sinogramas He (grulla, un ave que en la cultura china representa prosperidad) y Cheng (Ciudad), lo que da como resultado "ciudad de la grulla".
Debido a que la topografía de Huaihua se asemeja a una grulla, se le llamó la "Provincia de la Grulla" (鹤洲 Hezhou). Posteriormente, la provincia fue abolida y la ciudad se fusionó con ella, pasando a llamarse Hecheng.